# Ruža Nikolić-Lakatos
Ruža Nikolić-Lakatos (1945 – 4. Mai 2022) war eine Sängerin der Lovara und Botschafterin ihres Volkes.

## Leben, Wirken
Ruža Nikolić-Lakatos entstammte einer Familie nomadisierender Pferdehändler. Ihre Eltern konnten durch eine Verkettung glücklicher Umstände dem Porajmos, dem Völkermord an den europäischen Roma durch die Nationalsozialisten, entgehen. Ihre Mutter, bereits schwanger, berichtete die Sängerin 1993 in einem Interview mit Christa Stippinger, war bereits mit ihren Söhnen auf einem Transport. Der Vater konnte aus einem Lager flüchten. Sie wuchs in Pápa auf, einer Kleinstadt im Komitat Veszprém, nahe Győr gelegen. Vater und Onkel handelten wie ihre Vorfahren mit Pferden, waren jedoch im Gegensatz zu ihnen sesshaft. Die Familie lebte in äußerst bescheidenen Verhältnissen in einer kleinen Zimmer-Küche-Wohnung.
In Folge des Ungarn-Aufstandes 1956 flüchtete die Familie nach Österreich, zuerst nach Tirol, wo sie in einem Flüchtlingslager untergebracht waren, dann nach Wien, wo sie einen Wohnwagen am Ringelseeplatz mieteten. Dort lebten viele ungarische, aber auch österreichische Roma. Die Familie lebte nach der Tradition der Lovara. Bräuche, mündliche Erzählkultur und vor allem Musik und Tanz waren zentrale Bestandteile des Alltagslebens. Ružas Vater war ein berühmter Erzähler; abends trug er den Kindern und Jugendlichen am Lagerfeuer die alten Märchen vor, die mündlich von Generation zu Generation überliefert worden waren. Alle Familienmitglieder waren musikalisch talentiert, insbesondere Ruža und ihr Bruder Fasoš.

„Wenn meine Brüder angefangen haben, dann haben wir gesungen und getanzt. Jeder wollte zeigen, wer besser tanzt. Das war das Schönste, direkt ein Wettbewerb. Mein Bruder Fasoš war unschlagbar als Tänzer bei den Roma, er hat den ersten Preis gewonnen in Csatka. Das ist der berühmte Ort, wo die Muttergottes erscheint.“

Während es den Männern erlaubt war, unaufgefordert zu singen und zu tanzen, galt dies in traditionellen Lovara-Gemeinschaften, teils bis heute, nicht für Frauen und Mädchen. Singen bedeutet die Ehre, im Mittelpunkt zu stehen und die Aufmerksamkeit auf sich zu ziehen; das stand nicht jedem zu. Doch ihr Vater hatte ihr außergewöhnliches Talent erkannt und forderte sie als kleines Mädchen unerwartet während eines Familienfestes auf, für die Gäste zu singen. Seit diesem Fest war die kleine Ruža als Sängerin anerkannt und trat, so oft sich die Gelegenheit ergab, auf. Am Ringelseeplatz lernte sie ihren späteren Mann Mišo Nikolić kennen und wurde schwanger. Beide Familien waren gegen die Verbindung. Mišo musste zudem zurück nach Jugoslawien, weil seine Aufenthaltsgenehmigung befristet war. Er wurde zum Militär einberufen und durfte nicht mehr ausreisen. Er entschloss sich zur Flucht und gelangte über Italien, Frankreich und Belgien nach Deutschland, wo er in einem Flüchtlingslager aufgenommen wurde. Mit dem sechs Monate alten Sohn reiste Ruža zu Mišo, sie heirateten, bekamen zwei weitere Söhne und eine Tochter. Die junge Familie blieb in Deutschland und schloss sich einer Gruppe von Kalderaš an, die als fahrende Händler Teppiche verkauften. Nachdem die Eheleute genügend gespart hatten, kehrten sie mit den Kindern nach Österreich zurück, kauften ein Haus nahe Wien und die Familie wurde wieder sesshaft. Die Musikethnologin Ursula Hemetek entdeckte Ružas außerordentliche Stimme und versuchte sie zu einem Auftritt zu überreden, allerdings vergebens. Sie war jedoch im Saal anwesend und wurde von ihrem Mann aufgefordert, doch aufzutreten. Der außerordentliche Erfolg dieses ersten Auftritts vor Nicht-Roma-Publikum veranlasste die Familie zur Gründung des Ensembles „Ruža Nikolić-Lakatos and The Gypsy Family“. Der Ehemann und die drei Söhne Johni, Sascha und Mischa begleiteten die Sängerin. Vorerst wurden authentische Tisch- und Tanzlieder der Lovara vorgetragen, später kam eine dritte Liedgattung hinzu – neve gjila, neue Lieder. Diese Eigenkompositionen verknüpften traditionelle Elemente mit modernen Richtungen wie Jazz oder Versatzstücken lateinamerikanischer Musik. Mitte der 1990er Jahre wurden erste CDs veröffentlicht („Gelem, Gelem“, „Rusza Shej“) und Konzertreisen führten das Ensemble bis in den asiatischen Raum. Sohn Sascha starb überraschend im Jahr 2004, der Ehemann im Jahr 2007. Nach einer Trauerphase besetzte Ruža Nikolić-Lakatos ihre Band neu und trat ab 2010 wieder auf.
Maßgeblich beteiligt war sie daran, dass im Oktober 2011 die Lieder der Lovara als wesentlicher Bestandteil von deren Kulturtradition anerkannt und von der Österreichischen UNESCO-Kommission in das Verzeichnis des nationalen immateriellen Kulturerbes in Österreich aufgenommen wurden. Die offizielle Urkunde wurde ihr im November 2011 im Café Weimar in Wien überreicht. Im Jahr 2019 erhielt sie den nach ihr benannten Ruža-Nikolić-Lakatos-Preis für ihr Lebenswerk und „ihren unermüdlichen Einsatz für den Erhalt von Kultur und Sprache der Romnja und Roma“.

## Auszeichnung
- 2019 Ruža Nikolić Lakatos Preis[2]